# Thành tần
Thành tần Nữu Hỗ Lộc thị (chữ Hán: 誠嬪鈕祜祿氏; ? - 1784) là một phi tần của Thanh Cao Tông Càn Long Đế.

## Tiểu sử
Thành tần sinh ngày 29 tháng 9 (âm lịch), không rõ năm sinh, xuất thân từ gia tộc Nữu Hỗ Lộc thuộc Mãn Châu Tương Hoàng kỳ, là dòng dõi của Hoằng Nghị công Ngạch Diệc Đô.
Tằng tổ phụ A Linh A (阿靈阿), là con trai thứ năm của Thái sư Nhất đẳng công Át Tất Long. Tổ phụ A Nhĩ Tùng A (阿爾松阿) tập tước [Nhị đẳng Quả Nghị công] của phụ thân, kiêm Lĩnh thị vệ Nội đại thần, sau thăng Thượng thư bộ Hình, kiêm Nghị chính đại thần, thế nhưng trong triều Ung Chính bị tội mà xử tử, tước vị thế tập Quả Nghị công cũng rơi vào tay Doãn Đức - tổ phụ của Thuận Quý nhân. Một chi gia tộc A Nhĩ Tùng A bị kê biên và sung công gia sản, một số bị biếm vào Tân giả khố làm nô. Phụ thân là Nhị đẳng Thị vệ kiêm Tá lĩnh Mục Khắc Đăng (穆克登), năm Càn Long được tha bổng mới trở về Công tước phủ. Từ đây có thể thấy tuy xuất thân dòng dõi cao quý, nhưng gia thế của Nữu Hỗ Lộc thị vào thời điểm này đã rất suy vi.
Năm Càn Long thứ 22 (1757), ngày 9 tháng 6 (âm lịch), Nữu Hỗ Lộc thị nhập cung, phong Lan Quý nhân (蘭貴人). Sang năm Càn Long thứ 33 (1768), ngày 8 tháng 6 (âm lịch), Lan Thường tại phục vị Quý nhân, không rõ thời điểm bị hàng vị.
Năm Càn Long thứ 41 (1776), ngày 18 tháng 11 (âm lịch), chiếu tấn phong Thành tần (誠嬪), cùng Kim Thường tại đồng thời chiếu tấn. Tháng giêng năm sau (1777), Sùng Khánh hoàng thái hậu tạ thế, nên hoãn cử hành lễ sách phong. Tháng 10 năm Càn Long thứ 44 (1779), chính thức cử hành lễ sách phong, cùng với Thuận phi và Tuần phi cùng làm lễ. Mệnh Hiệp ban Đại học sĩ Trình Cảnh Y (程景伊) làm Chính sứ, Lễ bộ Thị lang Tạ Dung (謝墉) làm Phó sứ, cử hành lễ phong Thành tần.
Sách văn viết:
| “                                   | 朕惟紫庭列職。聿揚鳴瑀之芬。丹綍褒封。宜備鐫鏐之典。特加命秩。丕煥彝章。爾貴人鈕祜祿氏、禀質粹和。禔躬端謹。協芳型於蘭戺。內則無違。奉介祉於璇闈。慈愉克荷。用賁龍光之錫。爰增翟服之輝。茲奉皇太后懿旨。封爾為誠嬪。爾其敬事彌昭。懋衍庥嘉之澤。榮稱式副。倍彰淑慎之儀。欽哉。 . Trẫm duy tử đình liệt chức. Duật dương minh vũ chi phân. Đan phất bao phong. Nghi bị tuyên lưu chi điển. Đặc gia mệnh trật. Phi hoán di chương. Nhĩ Quý nhân Nữu Hỗ Lộc thị, bẩm chất túy hòa. Đề cung đoan cẩn. Hiệp phương hình vu lan sĩ. Nội tắc vô vi. Phụng giới chỉ vu toàn vi. Từ du khắc hà. Dụng bí long quang chi tích. Viên tăng địch phục chi huy. Tư phụng Hoàng thái hậu ý chỉ, phong nhĩ vi Thành tần. Nhĩ kỳ kính sự di chiêu. Mậu diễn hưu gia chi trạch. Vinh xưng thức phó. Bội chương thục thận chi nghi. Khâm tai. | ” |
| — Sách văn Thành tần Nữu Hỗ Lộc thị | |   |

Năm Càn Long thứ 49 (1784), ngày 11 tháng 4 (âm lịch), bà bất cẩn bị chết đuối khi đang trên đường cùng Càn Long Đế hồi cung sau chuyến Nam tuần. Sau khi vớt liền khâm liệm. Có thể thấy Thành tần trượt chân chết đuối, là không ai cứu, khi vớt mới khâm liệm ngay. Thi thể của bà tạm đưa đến Tĩnh An trang. Cùng năm, ngày 2 tháng 9 (âm lịch), giờ Thìn, quan tài của Thành tần, cùng Võ Quý nhân và Ninh Thường tại được phụng di đến Phi viên tẩm của Dụ lăng, Thanh Đông lăng ở Tuần Hóa. Ngày 7 tháng 9 (âm lịch), kim quan của bà đến Phi viên tẩm, chôn cất vào ngày 8 tháng 9 (âm lịch) cùng năm.
Các truyền thuyết dã sử thời Thanh mạt nói trong lúc Càn Long Đế hạ giá Giang Nam, Hiếu Hiền Thuần Hoàng hậu bị đẩy xuống sông chết đuối hoặc do tự tử, rất có thể xuất phát từ việc Thành tần chết đuối.